# Hieracium leiopogon
Hieracium leiopogon là một loài thực vật có hoa trong họ Cúc. Loài này được Gren. ex Verl. mô tả khoa học đầu tiên năm 1872.